# 알레산드로 안드라데 지 올리베이라
알레산드로 안드라데 지 올리베이라 (1973년 5월 27일 ~ )는 브라질의 축구 선수이다.

## 통계
| 브라질 | 브라질 | 브라질 |
| 연도   | 출전   | 골     |
| ------ | ------ | ------ |
| 1999   | 1      | 0      |
| 합계   | 1      | 0      |